# Антонелли, Кэтлин
Кэтлин «Кэй» Макналти Мокли Антонелли (англ. Kathleen "Kay" McNulty Mauchly Antonelli; 12 февраля 1921, Крислох, Ольстер — 20 апреля 2006, Вайнмор, Пенсильвания) — американская (ирландского происхождения) компьютерная программистка, вычислитель, учёный в области информатики. Одна из шести первых программистов ЭНИАКа. Другие пять девушек — Рут Лихтерман, Мэрлин Мельцер, Бетти Джин Дженнингс, Франсис Элизабет Снайдер и Франсис Билас.

## Биография
Кэтлин Райта Макналти родилась 12 февраля 1921 года в деревне Крислох (Ирландия). Была третьей из шести детей в семье политактивиста Джеймса Макналти (англ., 1890—1977) и Энн Нелис. В октябре 1924 года семья иммигрировала в США, так как далее Джеймсу, офицеру по подготовке кадров ИРА, оставаться в стране было опасно. Они поселились в районе Честнат-Хилл города Филадельфия (штат Пенсильвания), где отец устроился на работу каменщиком.
Кэтлин окончила местную церковно-приходскую школу, а после — Католическую старшую школу для девочек (англ.). Там она проявила большие успехи в изучении алгебры и геометрии. После старшей школы Кэтлин поступила в Колледж Честнат-Хилл. Там она продолжила углублённое изучение математических и статистических наук, и окончила колледж в июне 1942 года со степенью по математике. Спустя буквально неделю после выпуска девушка увидела объявление, что на госслужбу требуются девушки со степенью по математике для расчёта траекторий пуль и снарядов (Вторая мировая война была в разгаре). Работа предлагалась в Баллистической исследовательской лаборатории (англ.), расположенной на Абердинском испытательном полигоне в штате Мэриленд. Кэтлин позвонила насчёт этой работы двум своим подругам-однокурсницам, и одна из них, Франсис Билас, согласилась на переезд. Уже через неделю обе девушки были приняты на работу на должности вычислителей с жалованьем 1620 долларов (ок. 30 000 долларов в ценах 2022 года) в год. Спустя всего два-три месяца девушкам доверили работу на дифференциальном анализаторе в подвале Электротехнической школы Мура — самом большом и сложном аналоговом механическом калькуляторе того времени, которых было всего три в США и пять или шесть во всём мире.
В июне 1945 года Кэтлин попала в число первых программистов ЭНИАКа — первого электронного цифрового вычислителя общего назначения, который можно было перепрограммировать для решения широкого спектра задач. Некоторые историки информатики приписывают ей изобретение подпрограммы в то время.
Мужчины-инженеры, создавшие эту машину, моментально стали всемирно известны, а вот о первых девушках — программистках ЭНИАКа почти никто ничего не знал даже в то время, а с течением времени их имена практически исчезли со страниц истории компьютерной техники.
В 1948 году Кэтлин оставила свою работу в связи с замужеством. Позднее она вернулась к информатике: занималась компьютерами BINAC и UNIVAC I, в создание которых значительный вклад внёс её муж.
Кэтлин Антонелли скончалась 20 апреля 2006 года в городке Уайндмур (штат Пенсильвания) от рака.

### Личная жизнь
В 1948 году Кэтлин Макналти вышла замуж за соизобретателя ЭНИАКа и сооснователя компании «Eckert–Mauchly Computer Corporation» Джона Мокли (1907—1980). Поначалу Антонелли, Мокли и двое его детей от первого брака (первая жена изобретателя утонула во время ночного купания в 1946 году) жили в скромном доме близ Пенсильванского университета, а затем, обзаведясь ещё тремя детьми, перебрались в большой фермерский дом близ городка Амблер в Пенсильвании. Пара прожила вместе 32 года до самой смерти мужа в 1980 году.
В 1985 году 64-летняя Кэтлин Мокли вышла замуж второй раз. Её избранником стал фотограф-футурист итальянского происхождения Северо Антонелли (англ., ок. 1907—1995). В 1994 году у него диагностировали болезнь Паркинсона, и через год Антонелли скончался.

## Признание и наследие
- 1997 — включена в Зал славы «Women in Technology International» (англ.[англ.])[5].
- 2002 — включена в Национальный зал славы изобретателей (США).
- 2010 — на экраны вышел документальный фильм «Совершенно секретные красавицы: Женщины-вычислители Второй мировой войны[англ.]»
- 2017 — Городской университет Дублина присвоил своему компьютерно-вычислительному корпусу имя Кэтлин МакНалти[11].
- 2019 — Ирландский центр высокопроизводительных вычислений[англ.] при Ирландском национальном университете в Голуэе назвал свой суперкомпьютер Кэй[12]. Имя выбиралось путём общественного голосования среди студентов и школьников, и Кэтлин Антонелли обошла таких известных претендентов как ботаник Эллен Хатчинс[англ.], священник-учёный Николас Каллан[англ.], химик-геолог Ричард Кирван, химик Ева Филбин[англ.] и адмирал-гидрограф Фрэнсис Бофорт[13].

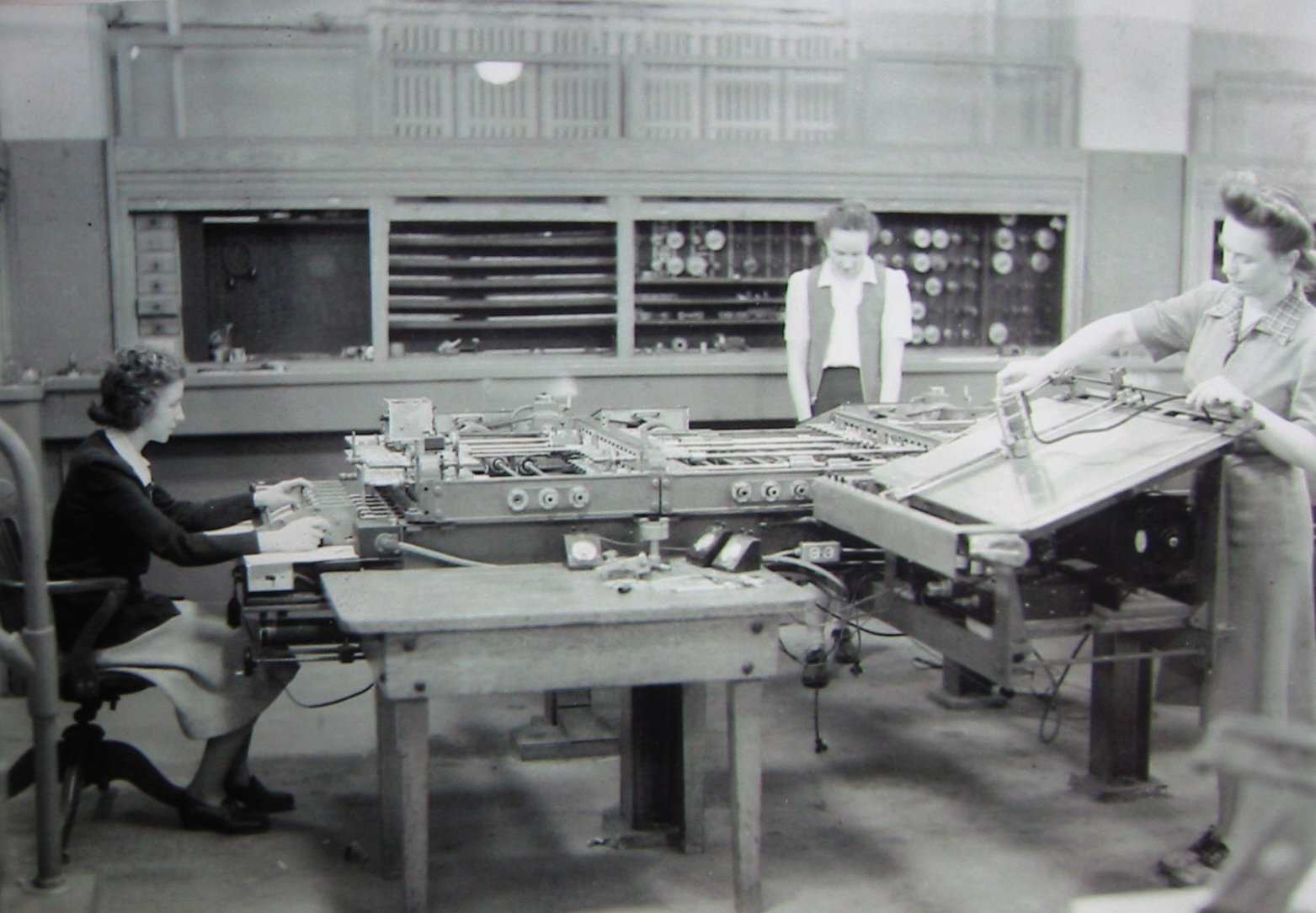
Кэй МакНалти (слева) работает на дифференциальном анализаторе в подвале Электротехнической школы Мура, 1942—1945 гг.
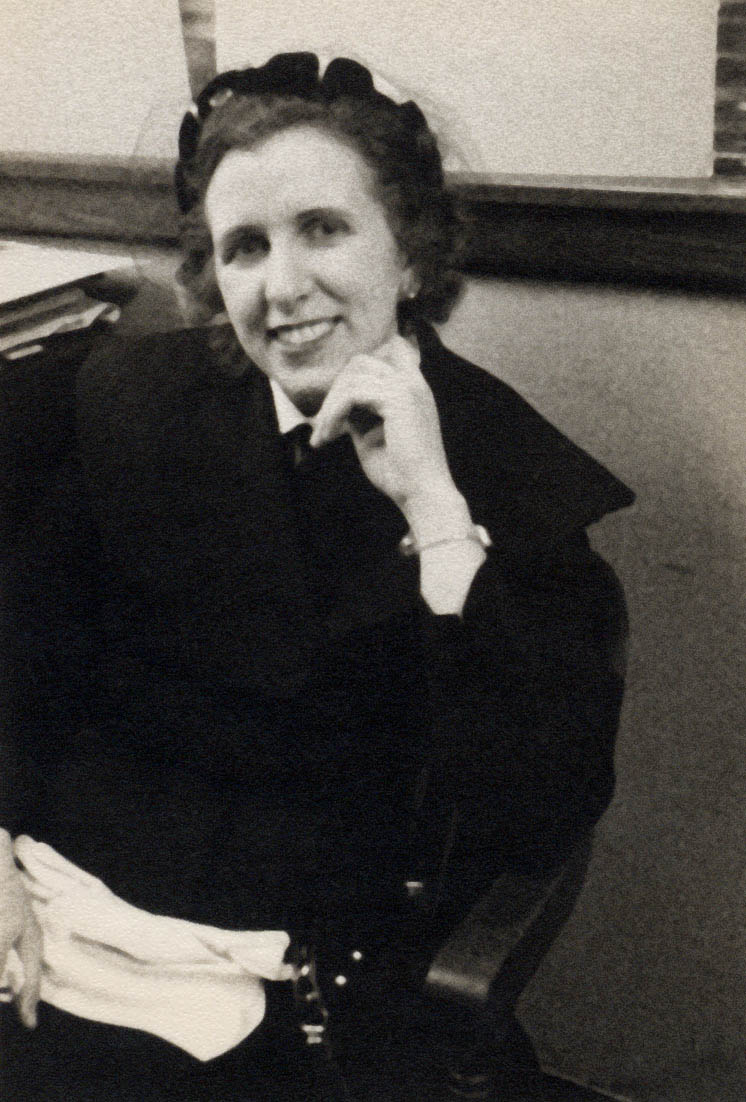
Фото ок. 1945 г.
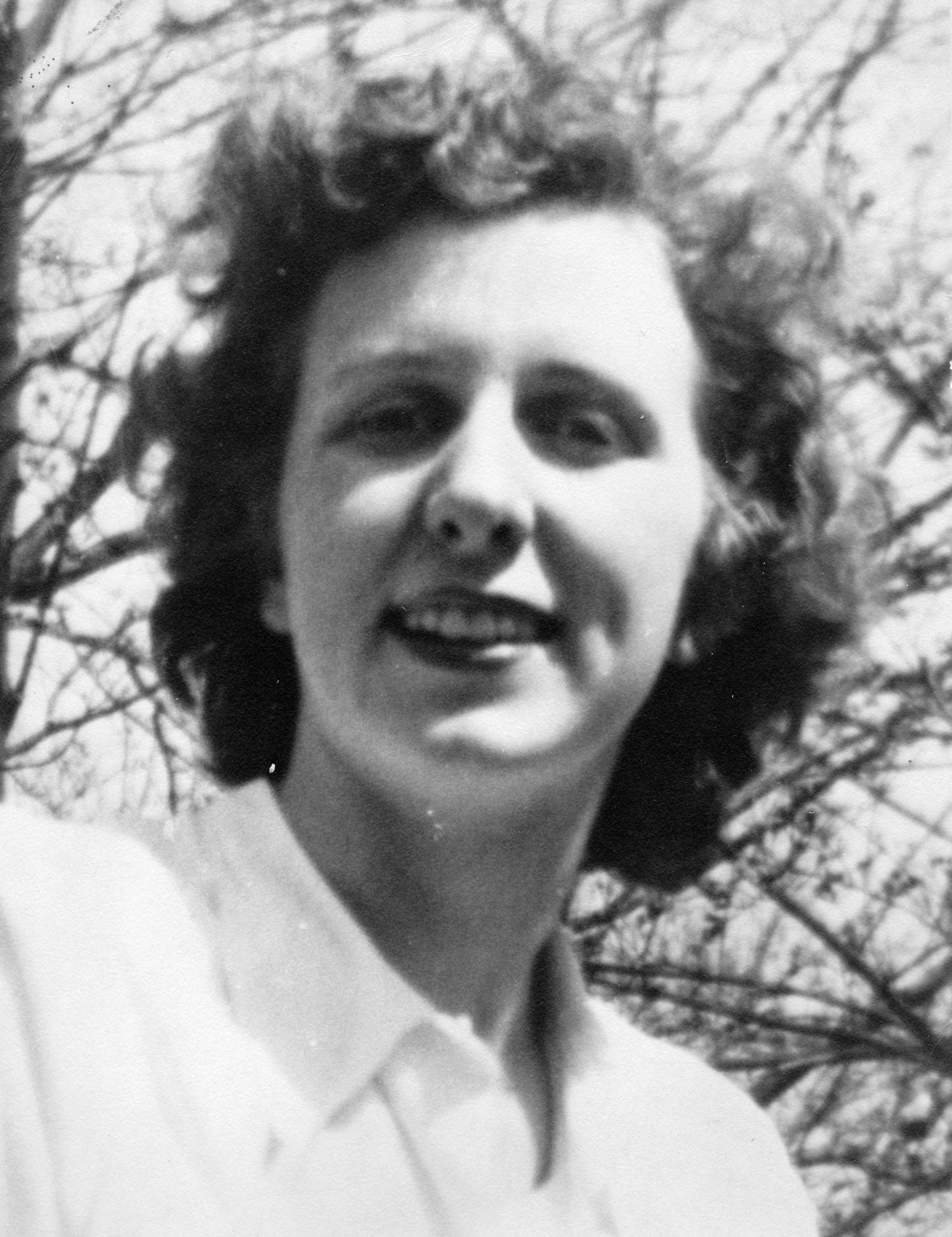
Фото 1948—1950 гг.